# Lepidochrysops budama
Lepidochrysops budama är en fjärilsart som beskrevs av Van Someren 1957. Lepidochrysops budama ingår i släktet Lepidochrysops och familjen juvelvingar. Inga underarter finns listade i Catalogue of Life.